# Silla del Diablo (tumba romana)
La denominada Silla del Diablo (en italiano Sedia del Diavolo), más propiamente la tumba de Helio Calistio (tomba di Elio Callistio), es una arquitectura funeraria de la antigua Roma que se encuentra en la plaza Helio Callistio en el barrio Trieste de Roma. Se encontraba originalmente sobre un altozano a lo largo de la antigua vía Nomentana. La misma plaza en la que finalmente quedó inscrita se llamaba hasta los años 1950 plaza de la Silla del Diablo.

## Historia

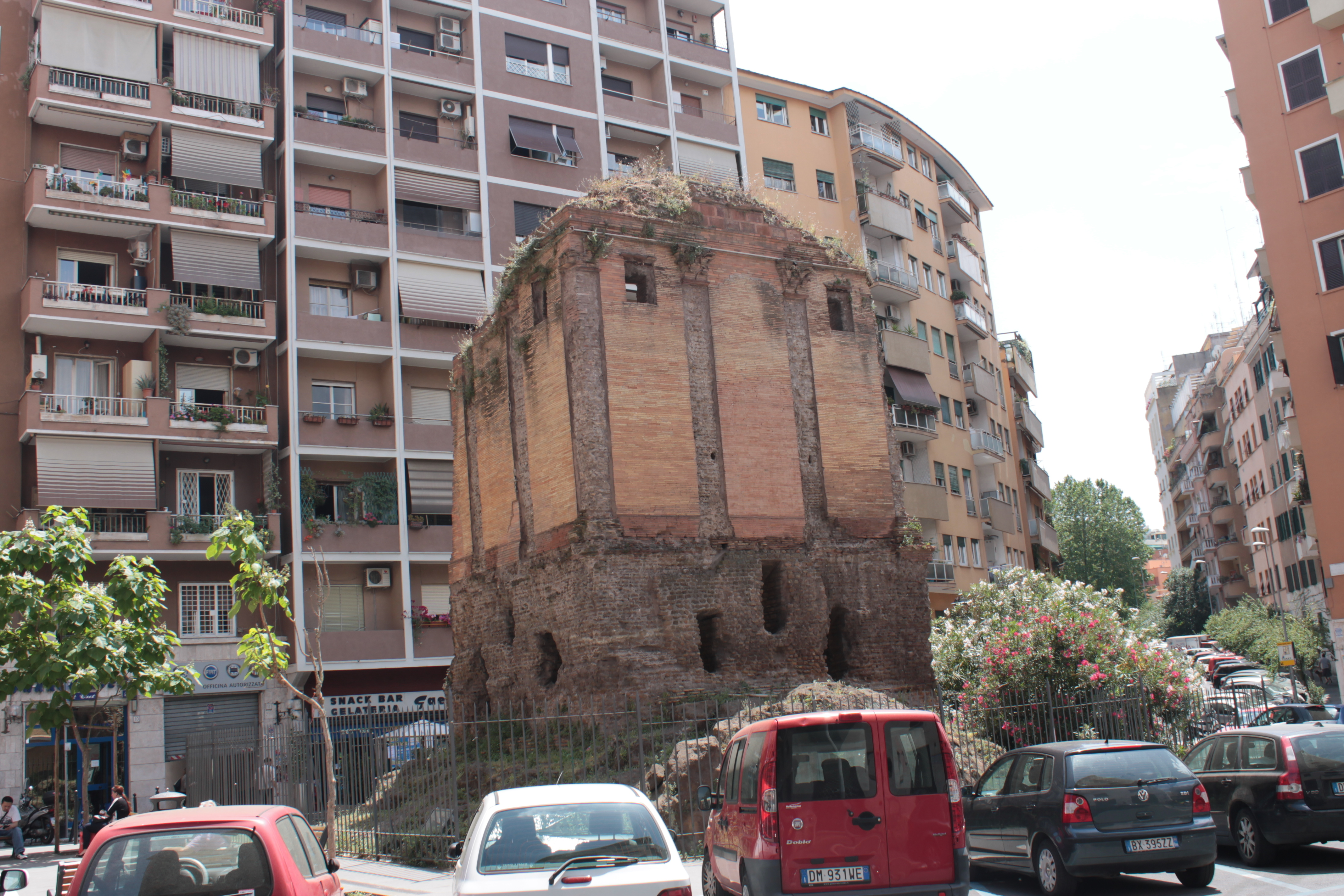
Vista exterior del monumento.

Helio Calistio era un liberto de Adriano y su sepulcro es típico del modelo templete (naiskos) de principios del siglo II, comparable al cenotafio de Ania Regila sobre la vía Apia.
El nombre popular deriva de la forma de la ruina, que con el derrumbe de la fachada adoptó la curiosa forma de una monumental silla de tipo episcopal, que encendió la fantasía del pueblo llano, siendo durante muchos siglos bien visible desde lejos y aislada en el campo. De hecho era usada a menudo como refugio de pastores y vagabundos y en el periodo romántico se representó en muchos dibujos y pinturas. La referencia a la figura del Diablo parece derivar del aspecto dado a la ruina por los resplandores rojizos de los fuegos nocturnos que sus ocasionales visitantes encendían en su interior, para calentarse e iluminarse.
El sepulcro es del tipo templete, con dos plantas, en ladrillo, datado hacia mediados del siglo II, en época Antonina. Los lados presentan molduras y ventanucos rectangulares enmarcados por pilastras corintias rematadas con un original friso en terracota, donde ladrillos de diverso color, dispuestos planos y a cuchillo, obtienen el efecto de una estructura de piedra en isodoma.

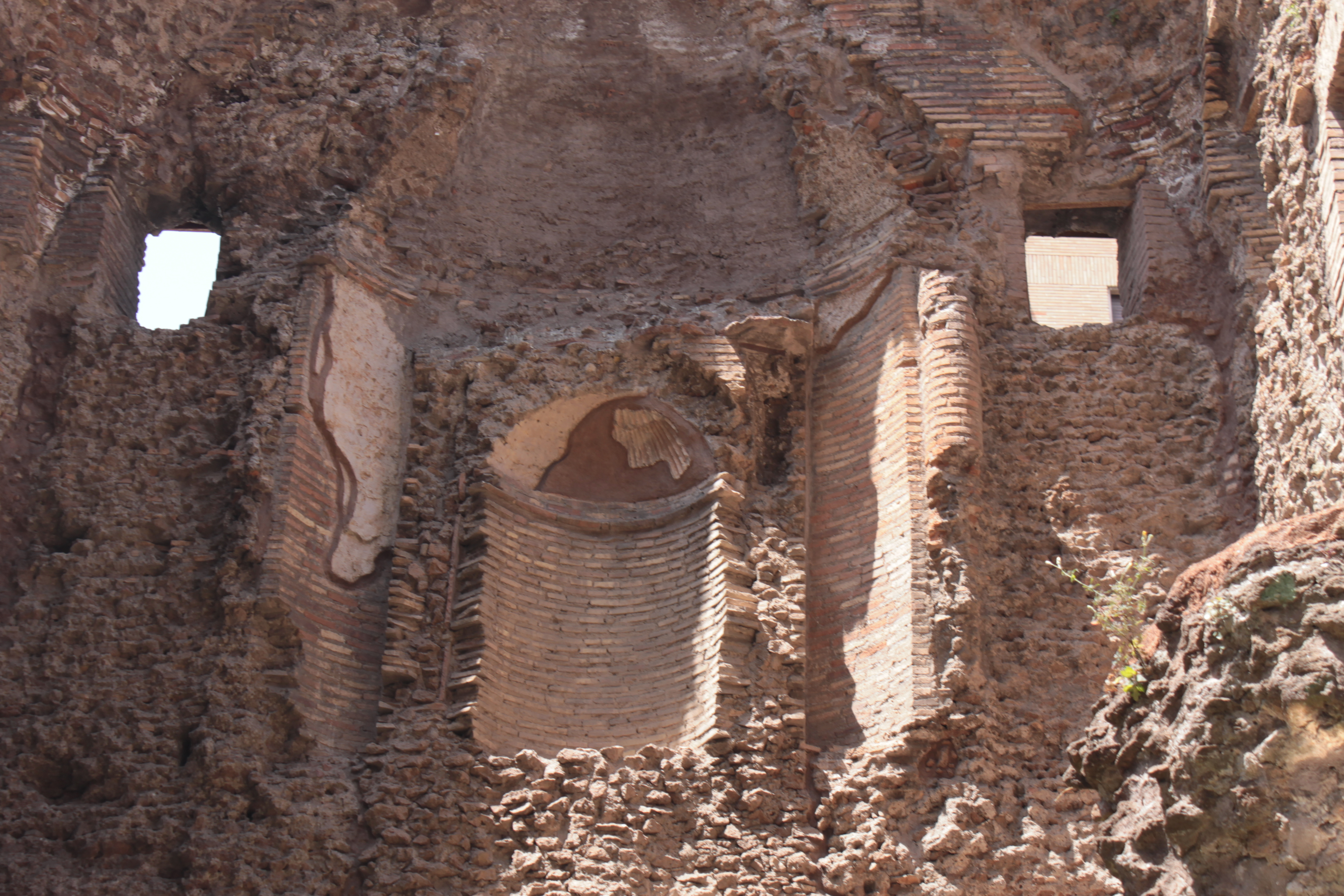
Interior del monumento.

Una escalera en el podio conducía a la cámara inferior, semisubterránea, con dos arcosolios en cada una de las paredes. Los arcosolios están coronados por cinco nichos sobre los cuales se abren pequeñas ventanas abiertas. El pavimento es de mosaico blanco. Las paredes, en opus vittatum mixtum, evidencia de una restauración tardía, sostienen una bóveda de crucería, un sistema arquitectónico usado raramente en la arquitectura romana de este periodo.
La cámara superior, utilizada para los ritos funerarios, está cubierta por una bóveda sobre pechinas esféricas, en gran parte desmoronada; sobre la pared del fondo hay un gran nicho arqueado enmarcado por dos columnas de ladrillo y en el centro un avancorpo con un nicho más pequeño en forma de concha, en estuco; sobre las paredes laterales se abren nichos rectangulares, coronados por un tímpano y un alféizar sobre ménsulas.
En 1882, en la zona, a la altura de la actual plaza Addis Abeba, gracias a las investigaciones de Romolo Meli, se descubrió un estrato prehistórico de más de 200.000 años de antigüedad.
En 1958, a petición de los habitantes, la plaza junto al monumento abandonó el nombre oficial de "plaza Silla del Diablo", que siguiendo el nombre popular había asumido también formalmente, adquiriendo el actual de Plaza Helio Callistio, aunque antes se pensó en "plaza Adua", nombre descartado para evitar confusión con la vía homónima.